# 汤姆·梅谢里
托马斯·尼古拉斯·梅谢里（英語：Thomas Nicholas Meschery，1938年10月26日—），原名托米斯拉夫·尼古拉耶维奇·梅谢里亚科夫（俄語：Томислав Николаевич Мещеряков），俄罗斯裔美国职业篮球运动员，曾效力于NBA联盟。他在1961年NBA選秀第1轮第7顺位被费城勇士选中。

## 外部連結
- 汤姆·梅切里在NBA官網（英语）
- 汤姆·梅切里在Basketball-Reference.com（NBA）（英语）
- 汤姆·梅切里在Sports-Reference.com（NCAA）（英语）
- 汤姆·梅切里在Proballers（英语）
- 汤姆·梅切里在RealGM（球員）（英语）
- 汤姆·梅切里在Basketball-Reference.com（NBA教練）（英语）